# C.B.T. Italia
Pour les articles homonymes, voir CBT.
C.B.T. Italia est une entreprise italienne de production de cadres pour vélos de route.
La production se fait dans l'usine de la ville de Coni, dans le Piémont en Italie.

## Historique
C.B.T. Italia, sigle de Construction Bicyclette Tardivo a été créé au milieu des années 1950 par le fondateur Giovanni Tardivo, grossiste et distributeur départemental de pièces détachées pour cycle et motocycle.
L'entreprise a équipé l'équipe ayant gagné La Grande Boucle féminine internationale en 2002. 